# Уба
Уба (порт. Ubá) - муніципалітет в Бразилії, входить до штату Мінас-Жерайс. Складова частина мезорегіону Зона-да-Мата. Входить до економіко-статистичного мікрорегіону Уба. 
Населення становить 94.228 осіб (2007 рік). 
Займає площу 407,699 км². 
Щільність населення - 231,5 чол./км².
Свято міста - 3 липня.

## Історія
Місто засноване 3 липня 1857.
1. 1 2 3 4 5 6 7 8 9  OpenStreetMap — 2004.

| Бразилія | Це незавершена стаття з географії Бразилії. Ви можете допомогти проєкту, виправивши або дописавши її. |